# Tapecar
A Tapecar Gravações (conhecida como Tapecar) foi uma gravadora de discos brasileira independente, fundada pelo espanhol Manuel "Manolo" Camero. Retornou as atividades em 2021.

## História
A Tapecar Gravações iniciou suas atividades em julho de 1967 no Rio de Janeiro, com a produção de cartuchos sonoros para carros, porém se consolidou como selo musical no início da década de 1970, inicialmente para editar no país os títulos das gravadoras estadunidenses Motown e Tamla, especializadas em black music e responsável por artistas como The Jackson 5, Diana Ross, Stevie Wonder e Marvin Gaye
Com o lucro obtido pela edição do "cast" da Motown, a Tapecar resolveu investir no samba, montando um forte catálogo de artistas do gênero, entre os quais alguns oriundos da concorrente Odeon, como a veterana Elza Soares e a iniciante Beth Carvalho. A gravadora também contratou artistas como Novos Baianos, Bezerra da Silva, Candeia e Xangô da Mangueira, além de investir forte na MPB e na música nordestina. 
Em 1974, obteve o equipamento próprio para a prensagem de discos e em 1978, a gravadora firmou parceria com a Som Livre, a qual ajudava na produção, que durou pela década de 80, com a Som Livre relançando alguns títulos da gravadora após a falência, sob o selo TC.   
Em 1980, a Tapecar entrou em concordata e fechou as portas devido a problemas financeiros. Seu material estrangeiro ficou com a recém criada Aycha Discos, também de propriedade de Manolo Camero (que durou até 1981) e todo seu acervo nacional foi licenciado à Discos Copacabana, que posteriormente foi adquirida pela EMI e hoje pertence a Universal Music.  
Desde 2011 o acervo da Tapecar vem sendo restaurado e digitalizado pelo selo independente Discobertas.

## Retorno às atividades
Em Maio de 2021, de forma tímida pelas redes sociais e com uma nova identidade visual, foi anunciado o retorno da Tapecar Gravações. Inicialmente relançou alguns discos em vinil, como os dois primeiros do Bezerra da Silva e o relançamento digital de quatro discos da Elza Soares, lançados originalmente entre 1974 e 1977 pela Tapecar que estavam fora do catálogo, em parceria com a gravadora Deck, nas plataformas de streaming.